# Brad Benavides
Brad Benavides, né le 20 juillet 2001 à Fort Lauderdale, en Floride, est un pilote automobile américano-espagnol courant sous licence américaine.

## Biographie

### Karting
Benavides commence sa carrière en karting en 2017, lorsqu'il termine neuvième de la WSK Final Cup dans la catégorie KZ2. Il se classe ensuite quatrième de la WSK Champions Cup en 2018 puis remporte la IAME Winter Cup l'année suivante dans la catégorie X30 Shifter. Deux ans plus tard, il ne se classe que onzième dans la catégorie KZ du Championnat d'Espagne de karting avec deux victoires, après avoir manqué les deux dernières manches en raison de ses engagements en course.

### Débuts en monoplace
Brad Benavides fait ses débuts en monoplace en 2019 en Formula Renault Eurocup dans l'équipe espagnole crée par Fernando Alonso. Il termine vingt-troisième sans aucun point. Après une année sabbatique en 2020, Benavides fait son retour à la course dans le Championnat d'Europe de Formule Régionale où il rejoint l'écurie portugaise DR Formula by RP Motorsport. Lors de la première manche de la saison à Imola, Il abandonne lors de la première course, puis termine quatorzième de la deuxième course. Il réalise son meilleur résultat lors de la manche de Barcelone. Cependant il ne participe pas aux deux dernières manches. Il se classe vingt-sixième sans aucun point.

### Euroformula Open

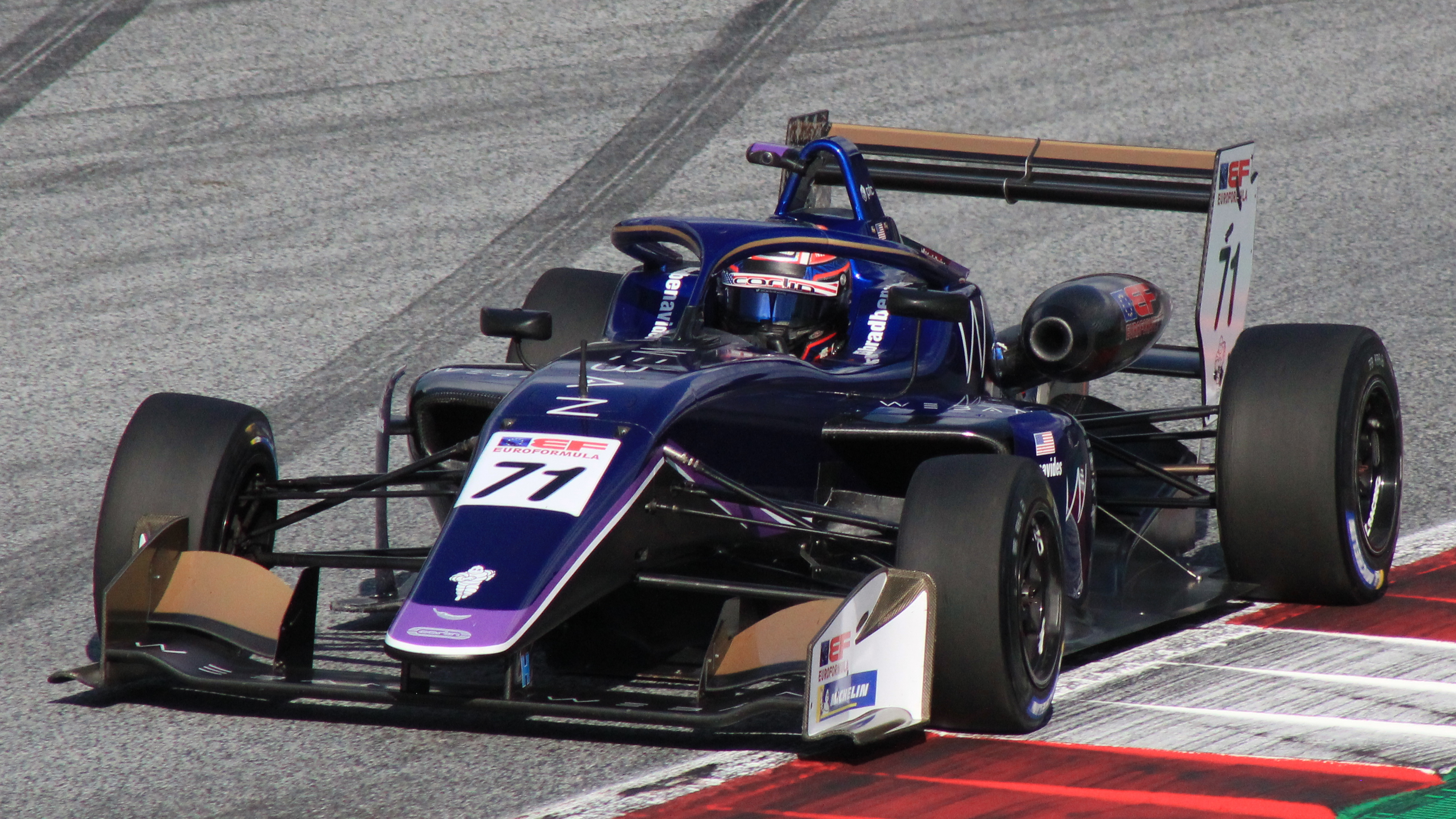
Brad Benavides en Euroformula Open, sur le Red Bull Ring en 2021.

Fin 2018, Benavides effectue une pige en tant que pilote invité et obtient tout de même une neuvième place pour meilleur résultat, mais son statut l'empêche de marquer des points. Trois ans plus tard, il rejoint le championnat Euroformula Open où il est appelé par Carlin Motorsport pour disputer les trois dernières manches. Sur le Red Bull Ring, il termine les trois courses dans les points, il récidive lors de la manche de Monza en terminant trois fois 7e avant d'obtenir son meilleur résultat à Barcelone avec une 6e place lors de la deuxième course. Il se classe treizième avec 39 points.

### Formule 3 FIA

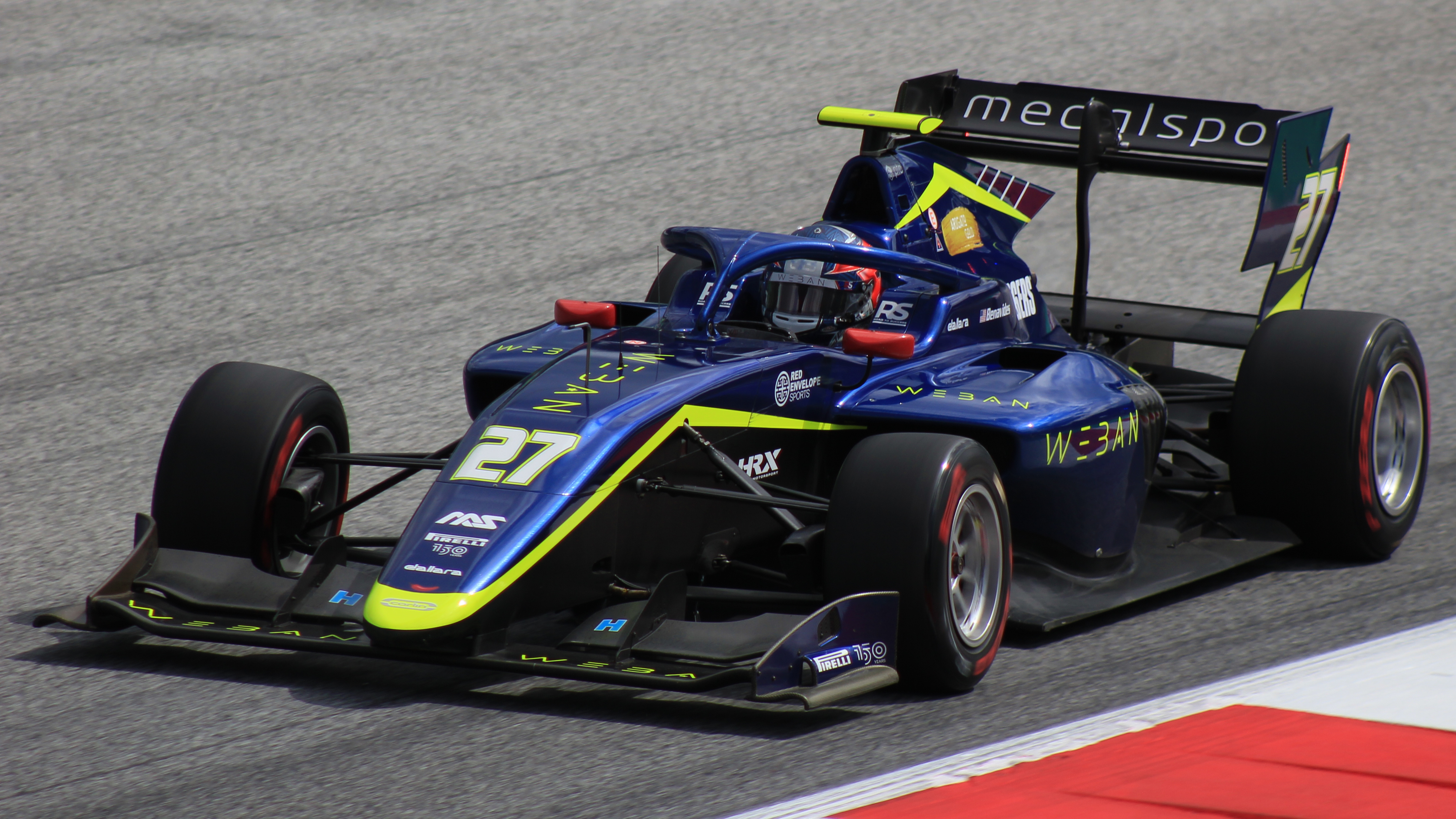
Brad Benavides en Formule 3 FIA, sur le Red Bull Ring en 2022.

Benavides est appelé par Carlin pour les tests d'après-saison 2021. L'année suivante, il est annoncé que Benavides disputerait la saison 2022 de Formule 3 FIA. Il connait une saison décevante, mais marque tout de même ses premiers points lors de la septième manche à Spa-Francorchamps dans la course sprint, qu'il termine 8e. Il se classe vingt-troisième avec 3 points, devant son coéquipier Enzo Trulli mais loin de son autre coéquipier Zak O'Sullivan. Benavides dispute ensuite les essais d'après-saison avec l'écurie Française ART Grand Prix durant le mois de septembre.

### Formule 2
En novembre 2022, Benavides participe aux essais d'après-saison de la Formule 2 dans l'écurie tchèque Charouz Racing System aux côtés de Roy Nissany. Le 29 novembre, les deux pilotes sont confirmés pour la saison 2023 au sein de la nouvelle écurie PHM Racing by Charouz. Il est cependant remplacé à partir de la manche de Spa Francorchamps par le Britannique Josh Mason. Il n'inscrit aucun point et se classe à la vingt-deuxième place.

### Retour en Euroformula Open

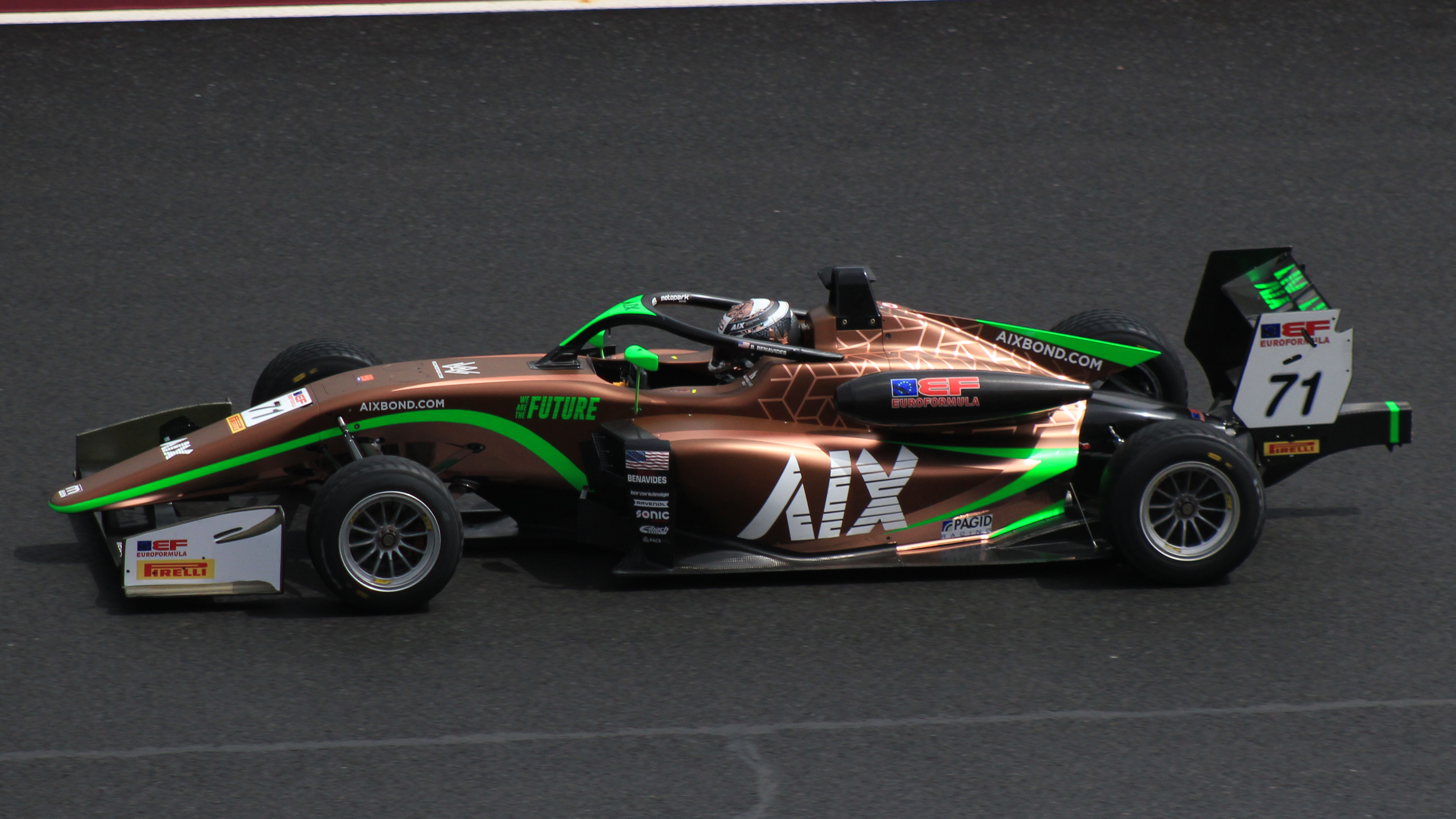
Brad Benavides en Euroformula Open, sur le Hungaroring en 2024.

Pour 2024, Benavides retourne en Euroformula Open et rejoint l'écurie Motopark. Il fait équipe avec Jakob Bergmeister, Michael Shin, Levente Révész et Fernando Barrichello. Son principal rival est l'Italien Francesco Simonazzi. Lors de la manche d'ouverture à Portimão, il remporte la première victoire de sa carrière lors de la deuxième course puis termine deuxième des deux autres courses,. Sur l'ensemble de la saison, il décroche plusieurs autres victoires dont une double à Spa-Francorchamps. En tête du championnat du début à la fin avec neuf victoires, quatre pole positions, dix meilleur tours et dix-neuf podiums, il remporte le titre avec 461 points.

### Retour en Formule 3 FIA

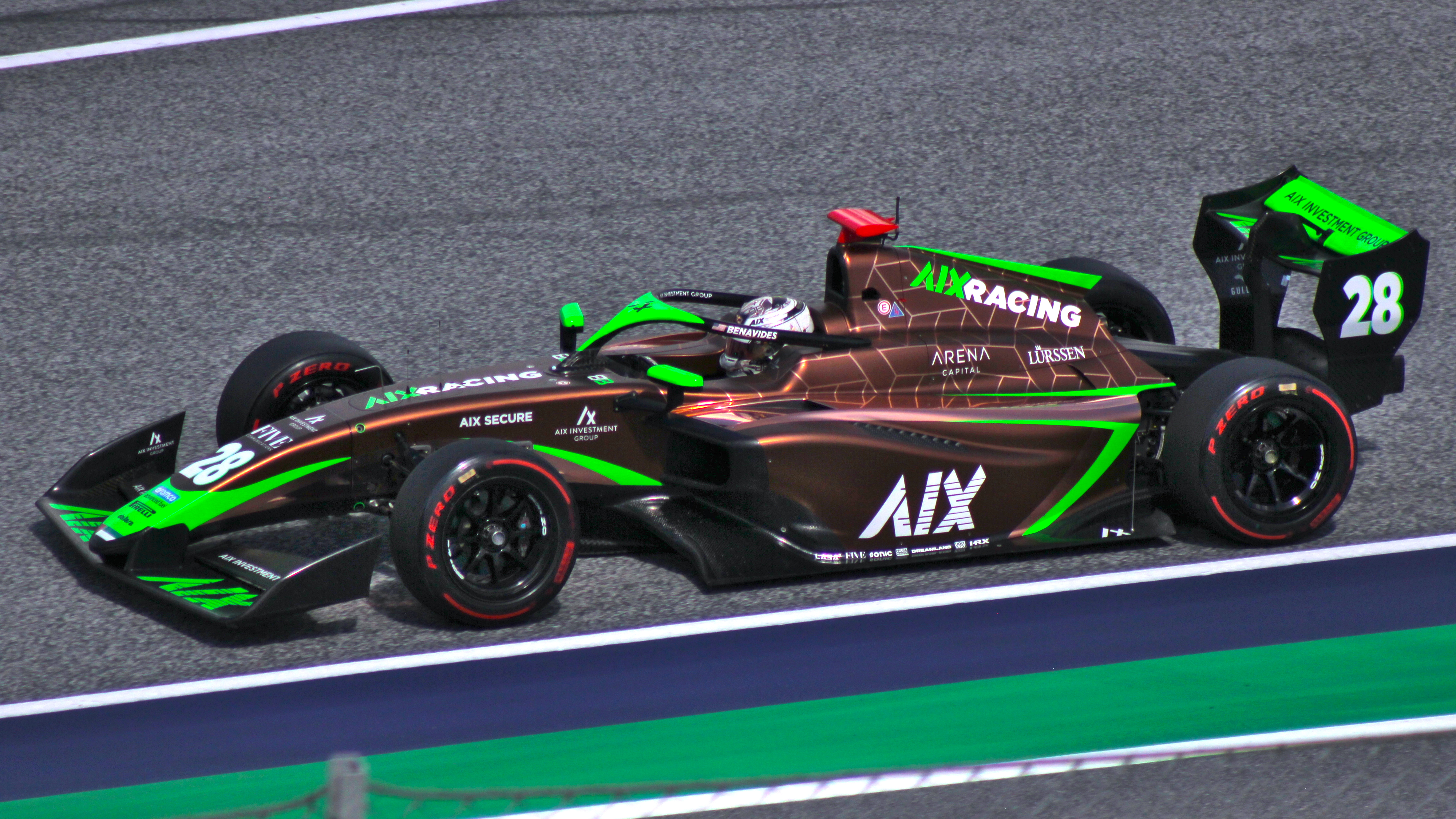
Brad Benavides en Formule 3 FIA, sur le Red Bull Ring en 2025.

Pour la saison 2025, Benavides fait son retour en Formule 3 FIA au sein de l'écurie AIX Racing à partir de la troisième manche disputée à Imola en remplacement de Javier Sagrera jugé peu compétitif. Il signe jusqu'à la fin de la saison aux côtés de Nicola Marinangeli et de James Hedley. Après avoir inscrit ses premiers points lors de la manche du Red Bull Ring, il signe sa première pole position lors de la manche de Spa-Francorchamps. cependant, il ne peut profiter de cet avantage; la course principale étant annulée en raison des conditions météorologiques très pluvieuses.

## Résultats en monoplace
| Saison | Championnat                        | Écurie                     | Courses | Victoires | Pole positions | Meilleurs tours | Podiums | Points | Classement |
| ------ | ---------------------------------- | -------------------------- | ------- | --------- | -------------- | --------------- | ------- | ------ | ---------- |
| 2018   | Euroformula Open                   | Campos Racing              | 2       | 0         | 0              | 0               | 0       | 0†     | n.c        |
| 2018   | Championnat d’Espagne de Formule 3 | Campos Racing              | 2       | 0         | 0              | 0               | 0       | 0†     | n.c        |
| 2019   | Formula Renault Eurocup            | FA Racing by Drivex        | 13      | 0         | 0              | 0               | 0       | 0      | 23e        |
| 2021   | Formule Régionale Europe           | DR Formula                 | 10      | 0         | 0              | 0               | 0       | 0      | 26e        |
| 2021   | Euroformula Open                   | Carlin Motorsport          | 9       | 0         | 0              | 0               | 0       | 39     | 13e        |
| 2022   | Formule 3 FIA                      | Carlin Racing              | 18      | 0         | 0              | 0               | 0       | 3      | 23e        |
| 2023   | Formule Régionale Moyen-Orient     | Hyderabad Blackbirds by MP | 13      | 0         | 0              | 0               | 0       | 2      | 29e        |
| 2023   | Formule 2                          | PHM Racing by Charouz      | 18      | 0         | 0              | 0               | 0       | 0      | 22e        |
| 2024   | Euroformula Open                   | Team Motopark              | 24      | 9         | 4              | 10              | 19      | 461    | Champion   |
| 2025   | Formule 3 FIA                      | AIX Racing                 | 13      | 0         | 1              | 0               | 0       | 4      | 28e        |

† Benavides étant un pilote invité, il était inéligible pour marquer des points.